# Bruno Milanesi
Bruno Milanesi (Livorno, 1918 – Napoli, 1º novembre 2018) è stato un politico italiano.

## Biografia
Originario di Livorno, di professione ingegnere, fu uno degli esponenti più autorevoli della Democrazia Cristiana a Napoli, più volte consigliere comunale; ricoprì anche gli inarichi di vice-sindaco e di assessore all'urbanistica.
Fu sindaco di Napoli dall'agosto 1974 al settembre 1975. Tra le sue principali iniziative, si ricordano la programmazione per il completamento della tangenziale, gli sforzi per portare al termine il progetto della linea metropolitana, e l'avvio degli studi per il Centro direzionale; fu particolarmente attento al problema della disoccupazione, istituendo a Napoli duecentocinquanta cantieri di bonifica al fine di dare lavoro a circa cinquemila iscritti all'ufficio di collocamento.
Morì il 1º novembre 2018 all'età di cento anni.